# Английские шашки

Английские шашки

Английские шашки (брит. англ. English draughts, в США и Канаде checkers [чекерс]) — одна из разновидностей игры в шашки. Основное отличие от русских шашек в правилах взятия (назад бьёт только дамка) и ходов дамкой. Чекерс популярен в Великобритании, США, Австралии, Ирландии, Индии, некоторых бывших колониях Великобритании, всего в 30 странах мира. Также играют в чекерс шашисты Италии.

## Правила

### Доска и начальная расстановка
Доска 8×8 клеток располагается между партнерами таким образом, чтобы слева от играющего находилось тёмное угловое поле. В начальной позиции у каждого игрока по 12 шашек, расположенных в первых трёх рядах на чёрных клетках.

### Правила ходов и взятия
Первый ход делают чёрные шашки (обычно они красного цвета). «Простые» шашки могут ходить по диагонали на одно поле вперёд и бить только вперёд. Дамка может ходить на одно поле по диагонали вперёд или назад, при взятии ходит только через одно поле в любую сторону, а не на любое поле диагонали, как в русских или международных шашках. Взятие шашки соперника является обязательным. При нескольких вариантах взятия игрок выбирает вариант взятия по своему усмотрению, и в выбранном варианте необходимо бить все доступные для взятия шашки.
При достижении последнего (восьмого от себя) горизонтального ряда простая шашка превращается в дамку. Если простая достигла последнего ряда во время взятия, то она превращается в дамку и останавливается, даже при возможности продолжить взятие.

### Шашечная нотация

Обозначение полей в английских шашках

Нумеруются только чёрные поля слева направо и сверху вниз, начиная с верхнего левого угла. Начальное положение и конечное пишут через дефис, знак умножения означает взятие.
Пример начала партии: 1. 9-14 23-18 2. 14x23 27x18 3. 5-9 26-23 4. 12-16 30-26 5. 16-19 24x15.

## Соревнования
По чекерсу проводится чемпионат мира (c XIX века), чемпионат США, открытые чемпионаты некоторых стран (Англии, Шотландии, Дании, Украины, Германии, Ирландии), с 2013 года Кубок Европы, с 2015 года Кубок мира. С 1994 года чемпионаты мира проводится в двух форматах: в классической версии GAYP (Go As You Please) и с жеребьёвкой трёх первых ходов (3-move). Чемпионаты среди женщин стали проводиться гораздо позднее — с 1993 года. С 2004 года проводятся среди юниоров.
Во Всемирной шашечной федерации ФМЖД есть секция чекерса.

## Ничейная смерть
В 2007 году Джонатан Шеффер доказал, что существует беспроигрышный алгоритм, следуя которому игрок может рассчитывать минимум на ничью в английских шашках, вне зависимости от того, каким цветом он играет.